# Starklichtlampe

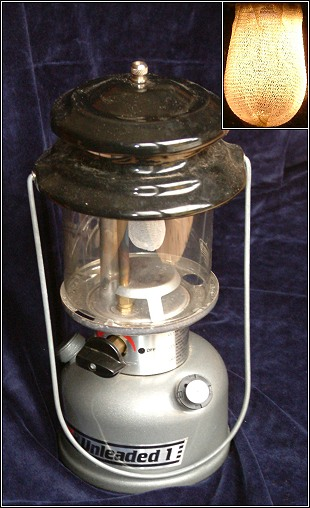
Starklichtlampe von Coleman für Benzinbetrieb. Unten rechts am Tank erkennt man die Luftpumpe, links vorne das Regelventil für das Benzin-Gas, links hinten der Einfüllstutzen für den Brennstoff. Das Bild oben rechts ist eine vergrößerte Ansicht des
filigranen Glühstrumpfs im Brennraum.

Eine Starklichtlampe ist eine (meist tragbare) Gasleuchte mit Vergaser, die Flüssigbrennstoffe wie Benzin, Petroleum (somit theoretisch auch Diesel und Kerosin) oder Spiritus verbrennt. 

## Funktionsweise
Der Flüssigbrennstoff wird unter Druck durch einen Vergaser geleitet. Der Druck entsteht entweder durch Einpumpen von Luft in den Tank (meist bei Betrieb mit Petroleum und Benzin) oder durch Gefälle bei oben angebrachtem Tank, wie es bei Spiritus üblich ist.
Im Inneren des Vergasers wird der Brennstoff verdampft und anschließend durch eine feine Düse gepresst. Das ausströmende Gas saugt dann den für die Verbrennung nötigen Sauerstoff (Luft) mit ein und mischt sich mit diesem. Anschließend wird das Gas-Luft-Gemisch verbrannt, die heiße Flamme erhitzt zum einen einen Glühstrumpf, zum anderen heizt sie den Vergaser, damit neuer Brennstoff verdampfen kann. 
Um diesen Prozess zu starten, muss die Starklichtlampe in der Regel zunächst mit Hilfe einer Vorwärmvorrichtung (beispielsweise in Form eines Spiritusschälchens oder eines speziellen Vorwärmbrenners, der aus dem Tank versorgt wird) vorgeheizt werden.

## Lichtausbeute und Heizwirkung
Die Starklichtlampe hat eine 10- bis 20-fach höhere Lichtausbeute als eine Kerze, aber nur 1/3 der Lichtausbeute einer elektrischen Glühlampe (unter Vernachlässigung der Energieverluste bei der Stromerzeugung). Der Brennstoff-Verbrauch liegt bei 0,05 bis 0,15 l/h und die Lichtausbeute bei etwa 5 lm/W. Eine Starklichtlampe ist je nach Bauform in etwa so hell wie eine 100- bis 400-W-Glühlampe.
Die Lichtstärke wird bei Starklichtlampen oftmals in der Einheit Hefnerkerze (HK) oder Candle Powers (CP) angegeben. Diese Einheiten entsprechen in etwa einer Candela. Allerdings ist die Lichtstärke richtungsabhängig und macht damit keine Angabe über den gesamten Lichtstrom und damit die Lichtausbeute. Je nachdem, wie stark eine Optik (Linsen, Spiegel) das Licht in eine bestimmte Richtung bündelt, können in dieser Richtung bei gleichem Brennstoffverbrauch unterschiedlich hohe Helligkeiten erzielt werden, wobei eine große Helligkeit dann zu Lasten der Größe der beleuchteten Fläche geht. Somit gibt es auch keinen festen Zusammenhang zwischen der Heizleistung, die sich aus dem Brennstoffverbrauch ergibt, und der Helligkeit der Lampe.
Heizwirkung: Eine Lampe mit 500 HK brennt beispielsweise mit einem Liter Petroleum acht Stunden, verbraucht somit pro Stunde ein Volumen von V = 0,125 l. Aus der Energiedichte von Petroleum mit w = 9,5 kWh/l ergibt sich eine Heizleistung von
{\displaystyle P={\frac {w\cdot V}{t}}=9{,}5\ \mathrm {\frac {kWh}{l}} \cdot 0{,}125\ \mathrm {\frac {l}{h}} =1{,}1875\ \mathrm {kW} },
also gut einem Kilowatt. Der auf das sichtbare Licht entfallende Anteil dieser Leistung ist ziemlich gering und liegt unter einem Prozent.

## Herstellerfirmen

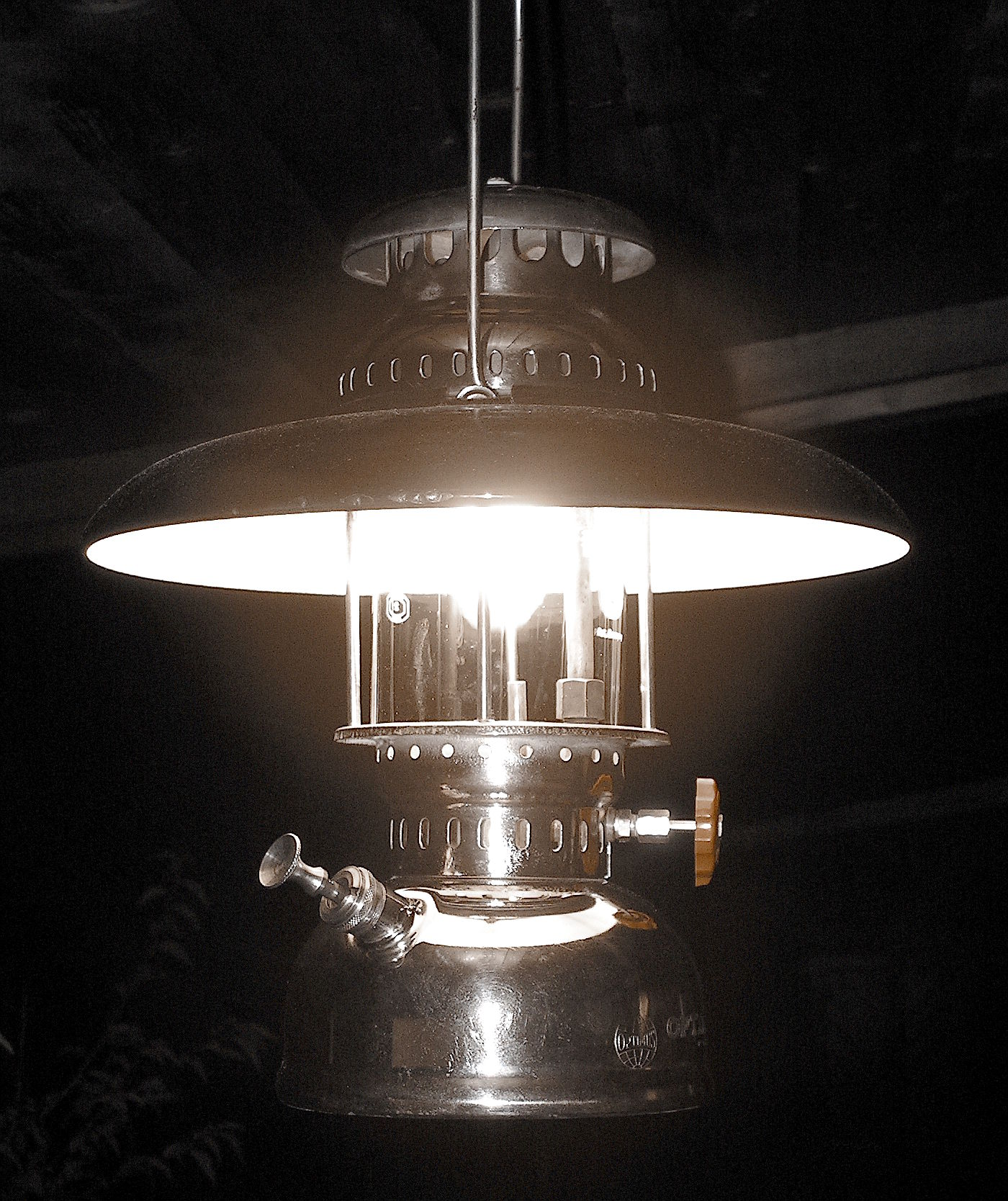
Petroleum-Starklichtlampe Optimus 200P

- Petromax, Standard, Hipolito waren Markennamen bzw. Lizenzbauten von Ehrich & Graetz
- Coleman baut in USA vorwiegend Benzinlampen
- AIDA, HASAG, Mewa, GENIOL und Continental-Licht- und Apparatebaugesellschaft Frankfurt a/M. (COLAG) sind weitere deutsche Firmen-/Markennamen
- Phoebus und Ditmar kommen aus Österreich
- Tilley, Bialaddin, Vapalux und Veritas sind britische Lampen für Petroleum
- Primus, Radius, Optimus sind skandinavische Hersteller
- Anchor (China)